# Michèle Pujol
Pour les articles homonymes, voir Pujol.
Michèle Pujol (20 avril 1951 – 2 août 1997), est une économiste et universitaire française. Elle est titulaire d'une chaire à l'université du Manitoba puis professeure adjointe au Département d'études sur les femmes de l'université de Victoria. Pujol a écrit des essais et des histoires sur les questions socio-économiques affectant les femmes, ainsi qu'une bibliographie en plusieurs volumes sur les contributions des femmes à l'économie. Elle est l'autrice du livre Feminism and Anti-Feminism in Early Economic Thought.

## Biographie
Michèle Pujol naît à Madaoua, au Niger, où son père est alors administrateur colonial. Elle fait ses études supérieures à Paris, où elle étudie les mathématiques, puis obtient une licence en économie. Elle est diplômée de HEC Jeunes Filles, puis elle obtient un master à l'université d'État de Washington. Elle fait un doctorat en économie à l'université Simon Fraser à Vancouver, puis est nommée professeure d'études féministes à l'université du Manitoba en 1981. Elle est ensuite professeure adjointe à l'université Victoria de 1990 jusqu'à sa mort à 46 ans en 1997.
Sa thèse de doctorat à l'université Simon Fraser a constitué la base de son livre, Feminism and Anti-Feminism in Early Economic Thought Elle y étudie le rôle économique des femmes dans ce qu'elle a appelé le « courant masculin » de l'économie politique classique britannique et des débuts de l'économie néoclassique.
Écrivant sur la « pensée économique féministe d'Harriet Taylor Mill (1807-1858) » en 1995, Pujol a établi « l'analyse matérialiste qui distingue Taylor de la position idéaliste et centrée sur les hommes de Mill ». Pujol a également étendu le canon de la pensée économique passée, en relançant les contributions analytiques féministes sur les inégalités économiques de Taylor, Barbara Bodichon, Millicent Fawcett, Eleanor Rathbone et William Smart.
Elle est active dans l'économie féministe contemporaine, avec une attention particulière à l'élargissement de la méthodologie de recherche. Elle a participé à une étude sur la mise en œuvre des politiques d'équité salariale au Canada. Rédactrice adjointe de Feminist Economics, depuis sa fondation, Pujol, avec Nancy Folbre, a édité une section « Explorations » dans le numéro de l'automne 1996 sur les questions féministes dans la comptabilité nationale et sur les priorités de recherche dans la production non marchande. Elle est membre fondatrice de l'Association internationale pour une économie féministe et rédige un livre sur l'équité salariale au Canada pour l'université du Manitoba. Elle est l'autrice d'une bibliographie d'écrits de femmes économistes du XIXe siècle, publiée à titre posthume.
Pujol a participé à la réunion annuelle de la History of Economics Society (en) à l'université de la Colombie-Britannique en juin 1996 avec une présentation de son anthologie en plusieurs volumes sur les contributions des femmes à l'économie politique avant 1900.
Contributrice de Out of the Margin: Feminist Perspectives on Economic Theory, Pujol a présenté son travail à la conférence de 1996 de l'Association internationale pour une économie féministe (IAFFE) à Washington.
Elle a présenté « Is This Really Economics? Using Qualitative Research Methods in Feminist Economic Research » à la conférence de l'Association internationale pour l'économie féministe (IAFFE) à Tours en 1995.
Michèle Pujol meurt d'un cancer du colon le 2 août 1997. Atlantis : A Women's Studies Journal a publié en hommage un numéro spécial, « Sexual Economics », en 1999, sur les perspectives économiques féministes, sous la direction de Marjorie Griffin Cohen, du Département d'études sur les femmes de l'université Simon Fraser.

## Publications

### Ouvrage
- Michèle A. Pujol, Feminism and anti-feminism in early economic thought, Edward Elgar Publishing, 1992 (ISBN 9781858988849, lire en ligne )

### Chapitres de livres
- Michèle Pujol, « Into the margin! », dans Out of the margin feminist perspectives on economics, London New York, Routledge, 1995, 17–34 p. (ISBN 9780415125758)
- Michèle Pujol, « The feminist economic thought of Harriet Taylor (1807–58) », dans Women of value: feminist essays on the history of women in economics, Aldershot, Hants, UK Brookfield, Vermont, US, Edward Elgar, 1995 (ISBN 9781852789596)
- Michèle Pujol, « Gender and class in Marshall's Principles of Economics », dans Gender and economics, Aldershot, England Brookfield, Vermont, USA, Edward Elgar, 1995, 59–76 p. (ISBN 9781852788438, lire en ligne)

### Revues et articles de revues
- Michèle Pujol et K. McCannell, Some factors affecting the career patterns of women faculty at the University of Manitoba|éditeur=University of Manitoba Faculty Association; Status of Women Committee; Canadian Women's Studies Association, Canadian Sociology and Anthropology Association, 1988.

- « Gender and class in Marshall's Principles of Economics », Cambridge Journal of Economics, vol. 8, no 3,‎ septembre 1984, p. 217–234 (DOI 10.1093/oxfordjournals.cje.a035547)
- Pujol et Folbre, « Introduction », Feminist Economics, vol. 2, no 3,‎ novembre 1996, p. 121 (DOI 10.1080/13545709610001707796)
- « Forum: research priorities on nonmarket production », Feminist Economics, vol. 2, no 3,‎ novembre 1996, p. 135 (DOI 10.1080/13545709610001707836)
- « Introduction: broadening economic data and methods », Feminist Economics, vol. 3, no 2,‎ janvier 1997, p. 119–120 (DOI 10.1080/135457097338726)
- Griffin Cohen, « Special issue: Sexual Economics - to celebrate the life and work of Michèle Pujol », Atlantis: A Women's Studies Journal, vol. 23, no 2,‎ janvier 1997 (lire en ligne)